# Цзоучен
Цзоучен  邹城 - місто у провінції Шаньдун, КНР. Знаходиться за 20 км на південь від Цюйфу, в окрузі Цзінін.
Відоме як місце народження Мен Ке (Мен-цзи), одного з найвизначніших філософів раннього конфуціанства. 1037 року в місті було засновано храм Мен-цзи, що натепер займає площу понад 4 га. У Цзоучені також є три інші великі історичні пам'ятки, присвячені філософові.
Населення на 2010 рік: 1 116 700 осіб.

## Клімат
Місто знаходиться у зоні, котра характеризується вологим субтропічним кліматом. Найтепліший місяць — липень із середньою температурою 27.1 °C (80.8 °F). Найхолодніший місяць — січень, із середньою температурою -0.7 °С (30.7 °F).
| Клімат Цзоучена         | Клімат Цзоучена | Клімат Цзоучена | Клімат Цзоучена | Клімат Цзоучена | Клімат Цзоучена | Клімат Цзоучена | Клімат Цзоучена | Клімат Цзоучена | Клімат Цзоучена | Клімат Цзоучена | Клімат Цзоучена | Клімат Цзоучена | Клімат Цзоучена |
| Показник                | Січ.            | Лют.            | Бер.            | Квіт.           | Трав.           | Черв.           | Лип.            | Серп.           | Вер.            | Жовт.           | Лист.           | Груд.           | Рік             |
| Середня температура, °C | −0,7            | 1,5             | 7,6             | 14,5            | 20,3            | 25,3            | 27,1            | 26,4            | 21,2            | 15,3            | 8               | 1,4             | 14              |
| Норма опадів, мм        | 9.4             | 10.7            | 20.6            | 38.8            | 45.1            | 87.5            | 221.4           | 144.4           | 71.1            | 36.2            | 20              | 11.4            | 716.6           |
| Днів з опадами          | 2,9             | 4,4             | 4,7             | 7,5             | 5,9             | 8,1             | 14,4            | 11,2            | 8,4             | 6,5             | 6,5             | 4,2             | 84,7            |
| Вологість повітря, %    | 57.8            | 58.4            | 55.5            | 56.6            | 57              | 60.7            | 77.5            | 78.4            | 71.2            | 66.9            | 63.1            | 59.8            | 63.6            |
| ----------------------- | --------------- | --------------- | --------------- | --------------- | --------------- | --------------- | --------------- | --------------- | --------------- | --------------- | --------------- | --------------- | --------------- |
| Джерело: Weatherbase    |                 |                 |                 |                 |                 |                 |                 |                 |                 |                 |                 |                 |                 |